# Cité Saint-Chaumont
La cité Saint-Chaumont est une voie du 19e arrondissement de Paris, en France.

## Situation et accès
La cité Saint-Chaumont est une voie privée située dans le 19e arrondissement de Paris. Elle débute au 50, boulevard de la Villette et se termine au 71, avenue Simon-Bolivar.
Ce site est desservi par la station de métro Colonel Fabien.

## Origine du nom

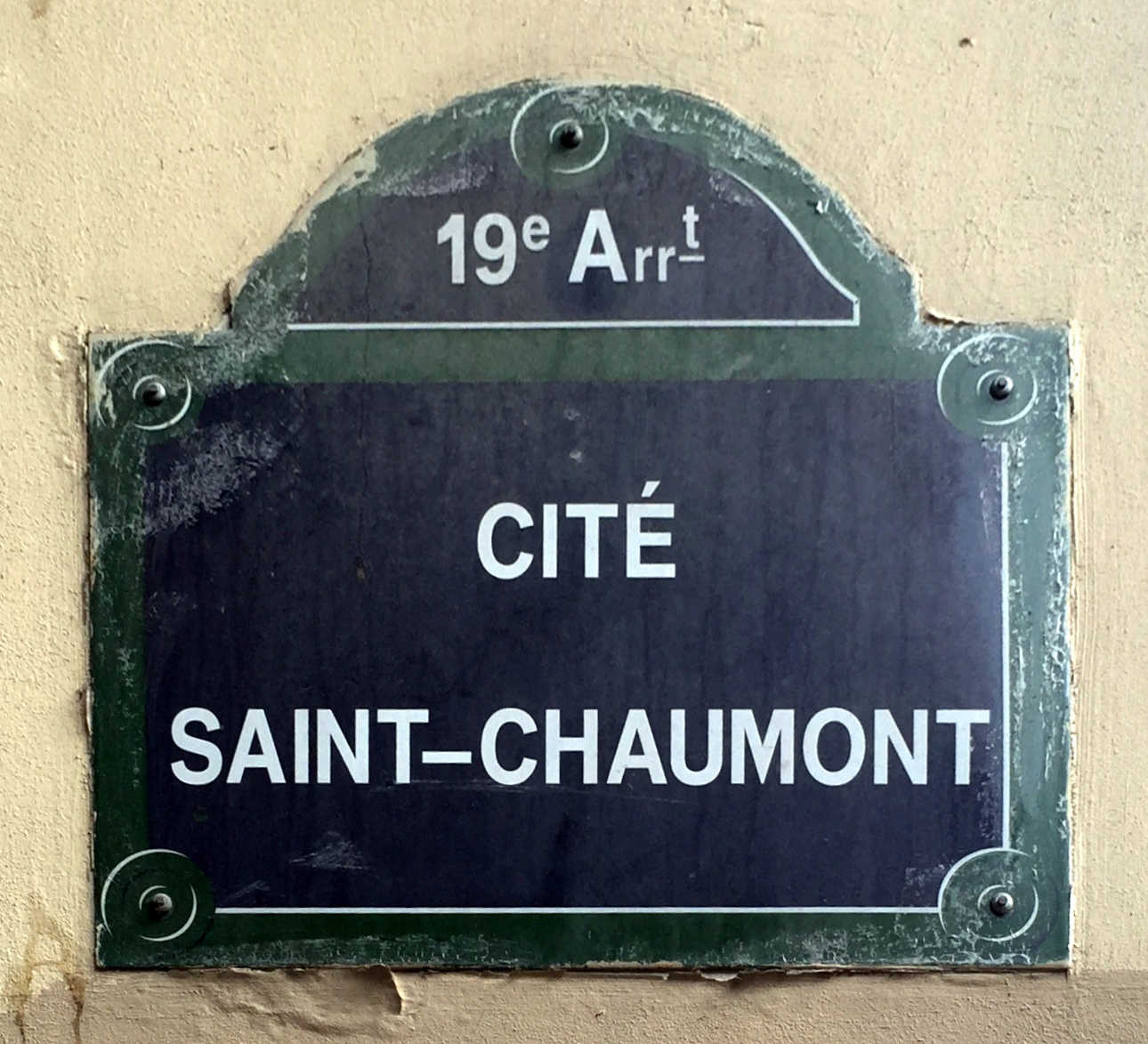
Plaque du lieu.

Elle porte ce nom en raison du voisinage des Buttes-Chaumont, anciennement, appelées Buttes Saint-Chaumont.

## Historique
Cette voie privée, située dans l'ancienne commune de Belleville, est ouverte en 1840 puis rattachée à Paris par la loi du 16 juin 1859.
Elle est fermée à la circulation publique, par un arrêté municipal du 17 mars 1995.